# آلفا قطب‌نما

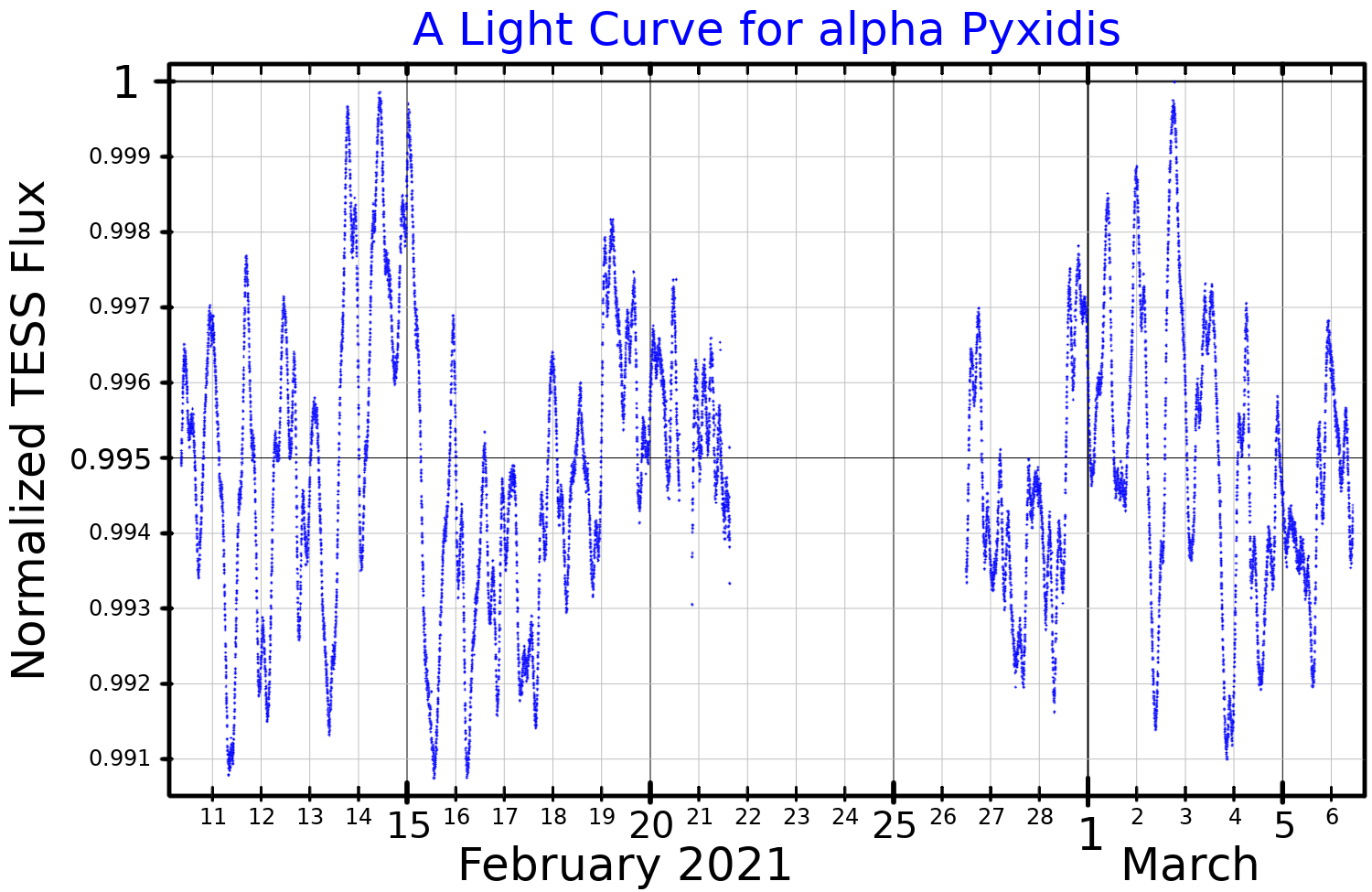
منحنی نوری برای آلفا قطب‌نما، ترسیم شده از داده‌های TESS

آلفا قطب‌نما یک ستاره است که در صورت فلکی قطب‌نما قرار دارد.